# 莱兰 (孚日省)
莱兰（法語：Lerrain，法語發音：[lɛʁɛ̃] ⓘ）是法国大東部大區孚日省的一个市镇，属于埃皮纳勒区。

## 地理
莱兰（48°8'36"N, 6°8'52"E）面积12.65 平方千米，位于法国大東部大區孚日省，该省份为法国东北部内陆省份，北起默兹省和默尔特-摩泽尔省，西接上马恩省，南至上索恩省和贝尔福地区省，东临上莱茵省和下莱茵省。
与莱兰接壤的市镇（或旧市镇、城区）包括：埃克勒、热松维尔、皮埃尔菲特、蓬莱邦费、莱瓦卢瓦。

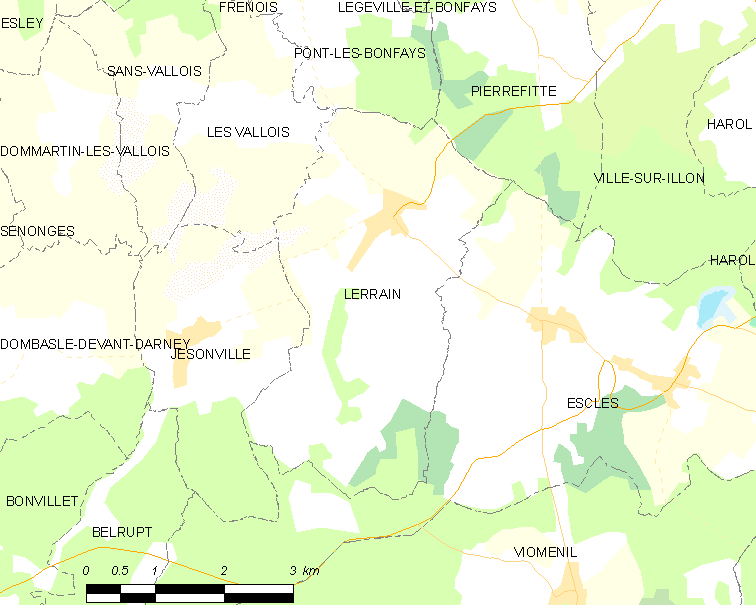
的OSM定位图

莱兰的时区为UTC+01:00、UTC+02:00（夏令时）。

## 行政
莱兰的邮政编码为88260，INSEE市镇编码为88267。

## 政治
莱兰所属的省级选区为达尔内县。

## 人口

1962-2008年间人口变化图示

莱兰于2022年1月1日时的人口数量为456人。